# B2K
B2K era uma boy band americana de R&B e hip hop que esteve ativa de 2000 a 2004 - o seu período de grande sucesso - e entre 2018 e 2019. 
O grupo foi formado em 1998, mas só atingiu o estrelato em 2001, com o lançamento do seu primeiro single, "Uh Huh". Eles lançaram seu álbum de estreia, o autointitulado "B2K" em 12 de março de 2002. O álbum alcançou a 2.ª posição na parada Billboard 200 e o n.º 1 na parada R&B/Hip-Hop Songs, dos Estados Unidos. Depois de um álbum natalino, Santa Hooked Me Up, lançado em outubro de 2002, no mês de dezembro desse mesmo ano o grupo lançou seu segundo álbum "não-natalino", Pandemoniumǃ, que alcançou a 10.ª posição da Billboard Hot 100. O álbum contém o único êxito n.º 1 do grupo na Billboard Hot 100, "Bump, Bump, Bump" (2002).

## História

### 1998 - 2002: Formação e álbum de estréia
O grupo se conheceu em 1998 e a primeira formação era Lil' Fizz, J-Boog e Raz-B como membros. Durante uma festa em 1999, Omarion se juntou ao grupo. Eles nomearam seu grupo B2K (que significa "Boys of The New Millennium", ou seja, "Garotos do Novo Milênio") para representar o fato de que eles se reuniram no começo do ano 2000. 
Eles fizeram uma participação especial no videoclipe de Bow Wow, "Ghetto Girls" de 2001 antes de lançarem seu primeiro álbum.
B2K invadiu as paradas dos EUA no final de 2001 com seu single "Uh Huh". O álbum de estréia do grupo, o "B2K" foi lançado em 12 de março de 2002. O álbum alcançou o número #2 na Billboard 200 e número #1 paradas da R&B/Hip-Hop Albums dos Estados Unidos. O seu álbum de estréia incluía outros singles, "Gots Ta Be", que ficou na 34ª posição do Top 40. E seu último single, "Why I Love You", foi lançado na primavera, juntamente com um videoclipe. O álbum de estreia do grupo foi certificado com disco de ouro pela (RIAA).
Em Março de 2002 lançaram um álbum remix "B2K: The Remixes - Volume 1" que ficou na posição #129 da Billboard 200 e na posição #47 da R&B/Hip-Hop Albums.
O grupo foi indicado para dois BET Awards mas só ganhou um no ano de 2002.

### 2002 - 2004: Sucesso e o fim do grupo
Depois de se apresentar em uma turnê com Bow Wow, o B2K lançou um álbum de Natal chamado "Santa Hooked Me Up". Nesse mesmo mês, o grupo lançou seu quarto single, "Bump, Bump, Bump" que tem uma participação vocal de P. Diddy, foi o primeiro single do segundo álbum. Em 2024, a Rolling Stone considerou "Bump, Bump, Bump" como o 99,º mellhor tema R&B desde 2000.
Em 10 de dezembro de 2002. , o B2K lançou seu segundo álbum, "Pandemonium!". O álbum estreou no número #10 da Billboard 200 e no #3 da R&B/Hip-Hop Albums.
O single principal do álbum, "Bump, Bump, Bump" alcançou a posição #1 na Billboard Hot 100. O segundo single, "Girlfriend" foi lançado em 2003, e quebrou o Top 40 e o Top 20 das paradas. O single também teve uma versão remix com participação de R. Kelly. O single final, "What A Girl Wants" ficou na posição #47. O álbum foi certificado com disco de platina pela (RIAA).
Em Julho de 2003 o grupo lançou o segundo álbum remix "The Remixes - Volume 2" que ficou na posição #192 da Billboard 200 e na posição #38 da R&B/Hip-Hop Albums.
O grupo ganhou um prémio Nickelodeon Kids' Choice Awards, dois Soul Train Music Awards e foi indicado para três BET Awards, ganhando dois no ano de 2003.
Em Janeiro de 2004, todos os membros apareceram no filme You Got Served. O filme também gerou uma trilha sonora que foi lançada antes do filme, em dezembro de 2003, que incluiu o single "Badaboom" que teve participação do rapper Fabolous, ficou na posição #34 da Billboard Hot 100 e na posição #7 da R&B/Hip-Hop Songs, e foi certificado com um disco de ouro pela (RIAA).
Em 2004, o grupo fez uma participação especial no desenho animado "Super Choque" aparecendo em um episódio da 4ª temporada no ano de 2004.
O grupo foi indicado para dois Nickelodeon Kids' Choice Awards em 2004, mas não ganharam nenhum, foram indicados para dois Soul Train Music Awards mas ganharam apenas um no mesmo ano.
Ainda em 2004 o empresário do B2K anúncio a divisão do grupo, alegando divergências internas. Omarion e os outros membros seguiram carreira solo. O fim do grupo ocorreu porque três dos membros não quiseram trabalhar ao lado do empresário. Eles também "queriam ser tratados de forma justa". No entanto, Omarion escolheu ficar com o empresário do grupo e deixá-lo gerenciar sua carreira solo. 

## Discografia

### Álbuns
- 2002 : B2K
- 2002 : Pandemonium!

### Álbum de Natal
- 2002 : Santa Hooked Me Up

### Álbuns remix
- 2002 : B2K: The Remixes - Volume 1
- 2003 : B2K: The Remixes - Volume 2

### Álbum trilha sonora
- 2003 : You Got Served

## Filmografia
- 2004 : You Got Served